# La Saussaye
La Saussaye település Franciaországban, Eure megyében. Lakosainak száma 1914 fő (2022. január 1.). La Saussaye Elbeuf és Saint-Pierre-des-Fleurs községekkel határos.

## Népesség
A település népességének változása:
| Lakosok száma | 1370 | 1502 | 1840 | 1932 | 1860 | 1851 | 1872 | 1890 | 1889 | 1914 |
|               | 1968 | 1982 | 1990 | 2006 | 2013 | 2015 | 2017 | 2019 | 2020 | 2022 |